# Le Cercueil capitonné
Le Cercueil capitonné (The Plush-Lined Coffin) est un roman policier de l’écrivain australien Carter Brown publié en 1967 en Australie et aux États-Unis. 
Le roman est traduit en français en 1968 dans la Série noire. La traduction, prétendument "de l'américain", est signée Jacques Hall. C'est une des nombreuses aventures du lieutenant Al Wheeler, bras droit du shérif Lavers dans la ville californienne fictive de Pine City ; la trentième traduite aux Éditions Gallimard. Le héros est aussi le narrateur.

## Résumé
Un pêcheur matinal trouve dans un lac un cadavre criblé de balles, qu'il identifie comme celui de Hank Magnuson, que personne n'avait vu dans la région depuis un an, mais dont l'épouse et la fille habitent toujours près du lac. Chez Mme Magnuson, Al Wheeler trouve un garagiste en peignoir, qui lui décrit la victime comme une brute malhonnête, et précise que la fragile désormais veuve fréquente assidument le Temple d'Amour d'un certain Kendall, qu'il présente comme un charlatan. Samantha, la fillette du couple, ne semble pas trop regretter le décès de son père, et met Wheeler sur la piste d'une rousse prénommée Cherry. Rousse que le lieutenant Wheeler  trouve chez un certain Fenwick, qui a financé le Temple d'Amour et le fréquente régulièrement. Tout cela n'explique pas pourquoi Hank Magnuson est revenu se faire abattre au bord du lac, ni par qui. Mais entre le cercueil capitonné qui accueille les adeptes du Temple d'Amour pendant leur séance psychédélique, et le très chic cimetière Bel Horizon inaccessible au commun des mortels, Al Wheeler a de toute façon de quoi creuser.

## Personnages
- Al Wheeler, lieutenant enquêteur au bureau du shérif de Pine City.
- Le shérif Lavers.
- Annabelle Jackson, secrétaire du shérif.
- Doc Murphy, médecin légiste.
- Le sergent Polnik.
- Gail Magnuson, épouse de la victime.
- Samantha Magnuson, leur fille.
- Paul Bryant, garagiste, amant de Gail.
- Rafe Kendall, fondateur du Temple d'Amour.
- Justine Heller, sa collaboratrice.
- Chuck Fenwick, propriétaire du cimetière Bel Horizon.
- Cherry Cordover, sa maîtresse.
- Don Annan, chef des ventes de Chuck Fenwick.
- Leon Schaffer, riverain du lac, pêcheur.
- Mme Woodbank, femme de ménage des Magnuson.

## Édition
- Série noire no 1203, 1968,  (ISBN 2070482030). Réédition : Carré noir no 321 (1979),  (ISBN 2070433218).